# Antiplanes spirinae
Antiplanes spirinae é uma espécie de gastrópode do gênero Antiplanes, pertencente a família Pseudomelatomidae.